# (58215) von Klitzing
(58215) von Klitzing est un astéroïde de la ceinture principale.

## Description
(58215) von Klitzing est un astéroïde de la ceinture principale. Il fut découvert le 21 septembre 1992 à Tautenburg par Freimut Börngen et Lutz Dieter Schmadel. Il présente une orbite caractérisée par un demi-grand axe de 2,58 UA, une excentricité de 0,11 et une inclinaison de 6,8° par rapport à l'écliptique.

## Compléments